# سیسات
سیسات(اندونزیایی: Cisaat) شهری در استان جاوه غربی کشور اندونزی است. جمعیت این شهر بر اساس سرشماری سال ۲۰۰۰ میلادی ۱۳۲٫۱۷۶ تن بوده که در سال ۲۰۰۷ میلادی به ۱۴۴٫۵۶۹ نفر افزایش یافته‌است.